# Клапан (деталь музыкального инструмента)
Клапан — деталь механизма духовых музыкальных инструментов. Служит для открывания или закрывания отверстий в корпусе и изменения высоты извлекаемых звуков.

## Этимология
Происходит от немецкого слова Klappe (мн.число Klappen) — «крышка, заслонка» и от глагола klappen «стучать, хлопать»